# Nefyn
Nefyn – miasto w Wielkiej Brytanii, w północno-zachodniej Walii, w hrabstwie Gwynedd. Jest położone na półwyspie Lleyn. Populacja wynosi 2550 osób. 
23 czerwca 1984 roku urodziła się tam Duffy, walijska piosenkarka soulowa.